# 偶然音乐
偶然音乐，又称機遇音樂，是一種包含隨機性元素的音樂創作，在一首音樂作品中，作曲家在某些地方會讓演奏者按自己當時的意願，或透過一些系統去決定音樂的演奏，由於隨機性並不可能每次都得出相同的結果，因而使樂曲每次的演奏版本都不盡相同。這個音樂創作概念較常見於現代音樂的作品，但相關的音樂理論最早可追溯至15世紀。
莫扎特的作品K516f中的手稿中，多個只有2小節長度的樂句被畫在滿佈方格的草稿上，被一些音樂學者認為是機遇音樂作品，但由於現時保存的指示並不多，因此至今仍無法確切地證實這作品是否屬於機遇音樂。